# 사틴 SA
사틴 SA(영어: Shatin Sports Association, Shatin SA) 또는 사틴 체육회(중국어: 沙田體育會)는 홍콩의 축구 클럽으로 현재는 홍콩 2부 리그에 참가하고 있다.

## 성적
- 홍콩 2부 리그
  - 우승 (1): 2008–09
- 홍콩 3부 리그
  - 우승 (1): 2007–08
- 홍콩 3부 구별 리그
  - 우승 (1): 2007–08
- 홍콩 주니어 챌린지 쉴드
  - 우승 (2): 2007–08, 2008–09